# Oissel-sur-Seine

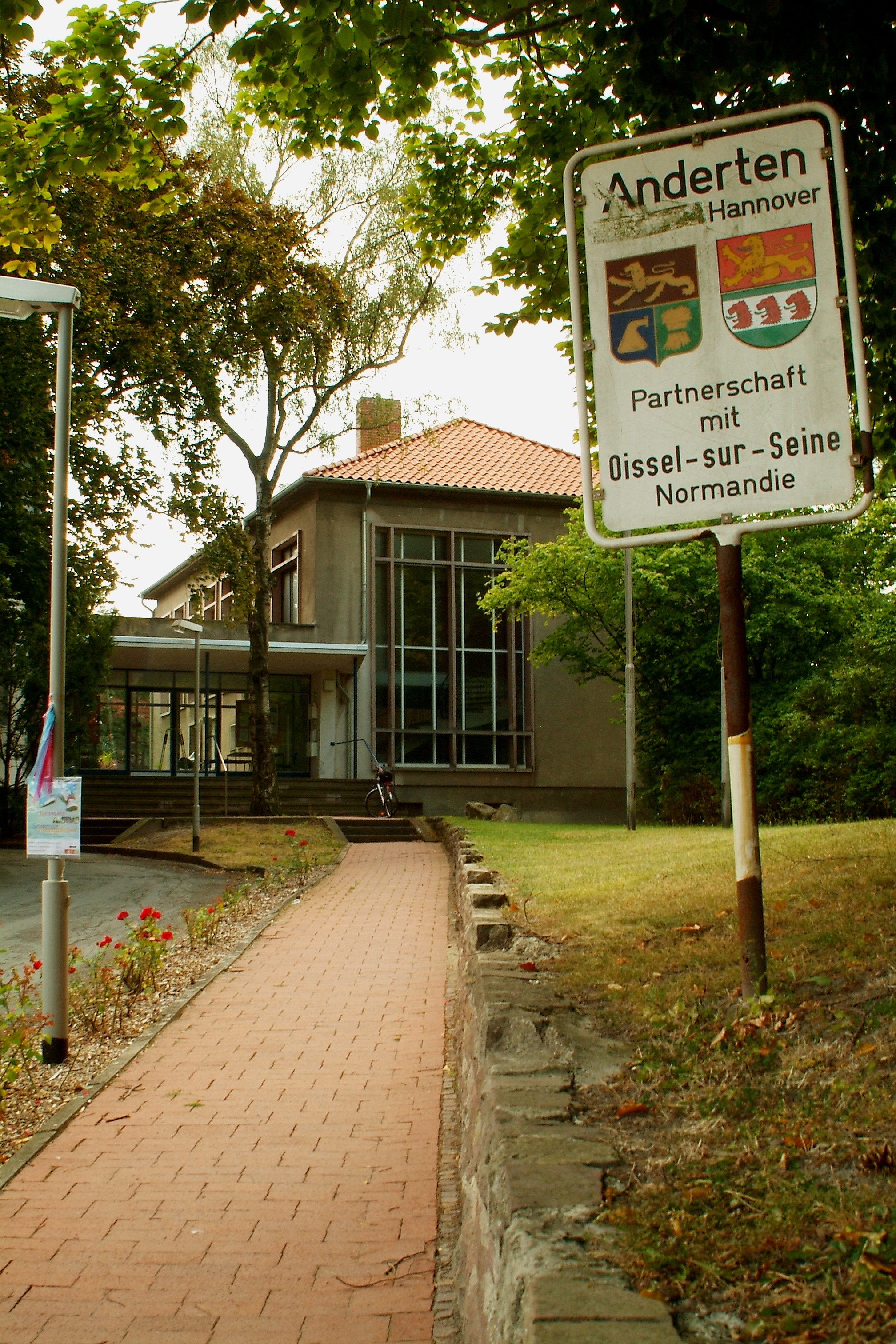
Schild der Partnergemeinschaft Oissel-sur-Seine und Anderten am Torgarten in Anderten

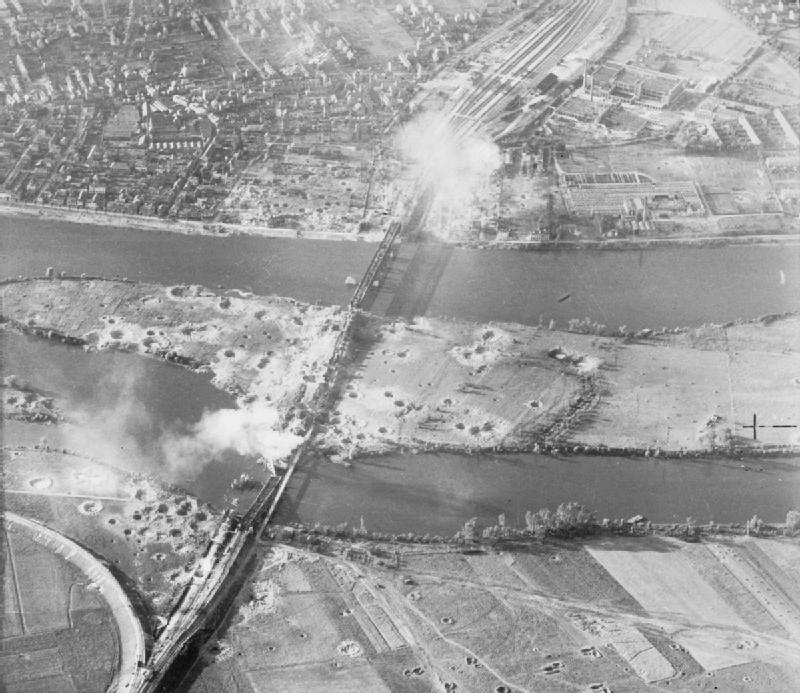
Brücke bei Oissel-sur-Seine im August 1944

Oissel-sur-Seine  (bis zum 10. Januar 2025 Oissel) ist eine französische Gemeinde mit 12.287 Einwohnern (Stand 1. Januar 2022) im Département Seine-Maritime in der Region Normandie. Sie liegt 15 km südlich von Rouen an der Seine. Der Flusslauf begrenzt die Gemeinde im Süden und Osten. Westlich verläuft die Autobahn A 13 (Europastraße 5). An Industrie sind in der Gemeinde vor allem chemische und petrochemische Betriebe beheimatet.
Der Ort wurde bereits im Ersten Weltkrieg stark zerstört. Etwa ein Fünftel der Einwohner fanden den Tod. Im Zweiten Weltkrieg wurden in fünf Jahren (1939–1944) 249 Gebäude zerstört und 1475 beschädigt.
Im Jahr 1969 wurde eine Partnerschaft mit der damals noch selbständigen Gemeinde Anderten geschlossen, die heute ein Stadtteil von Hannover ist. Es gibt regelmäßig einen Jugendaustausch und Verbindungen des TSV Anderten, der Sportfreunde Anderten und der Sportgemeinschaft Misburg.

## Nachweise
1. ↑  Décret n° 2025-34 du 8 janvier 2025 portant changement du nom de communes, legifrance.gouv.fr, abgerufen am 20. Januar 2025